# IC 2163
La galaxia más grande de la imagen de la derecha es NGC 2207 y la más pequeña a la derecha es IC 2163. Fuertes fuerzas de marea de IC 2163 han distorsionado la forma arrojando a las estrellas y gas en largas cintas de estiramiento cabo de cien mil años luz hacia el borde derecho de la imagen.
NGC 2207 e IC 2163 son un par de galaxias espirales interactuando alrededor de 80 millones de años luz de distancia en la constelación de Canis Major . Ambas galaxias fueron descubiertas por John Herschel en 1835 .

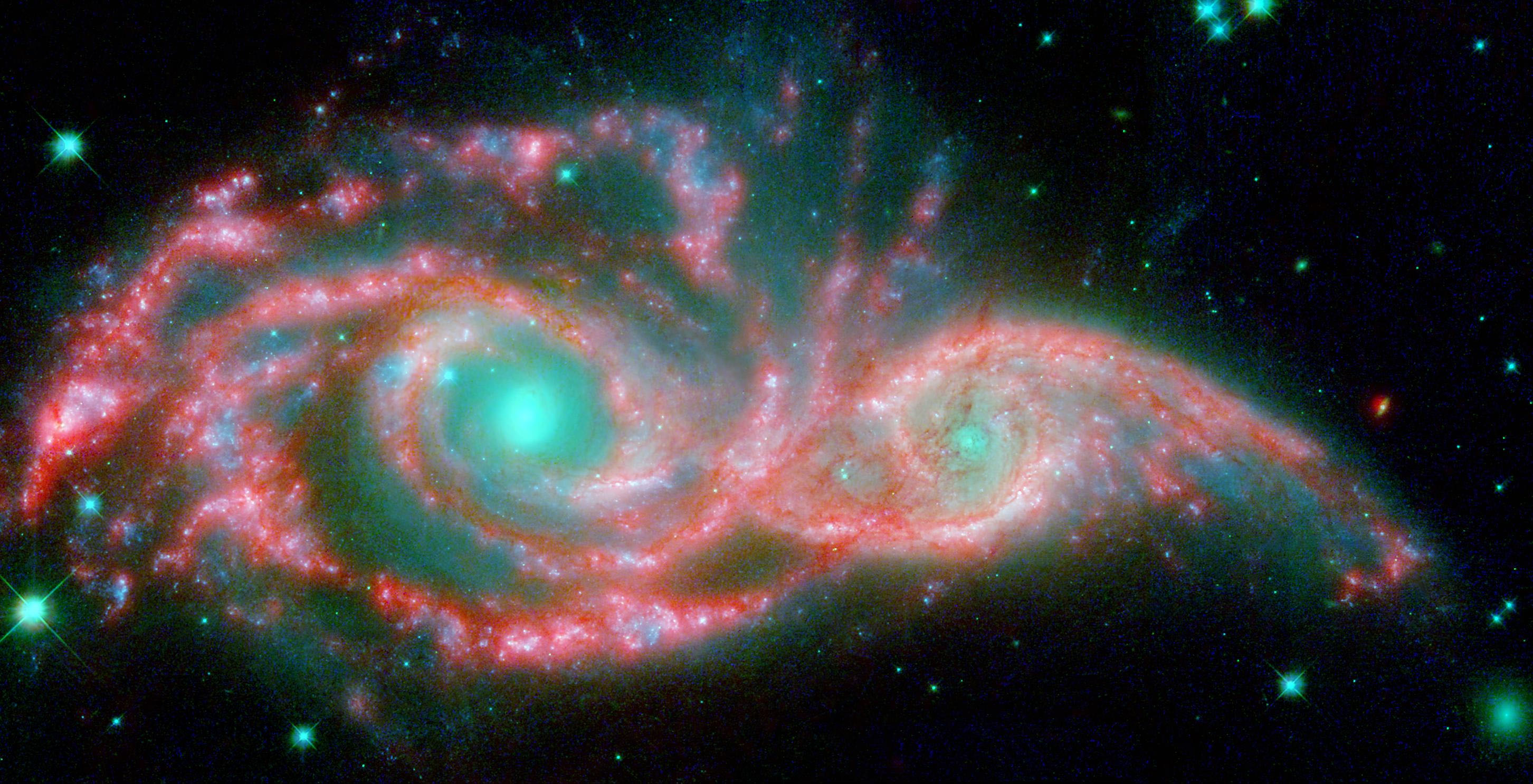
Una imagen en infrarrojos del Spitzer de NGC 2207 e IC 2163.
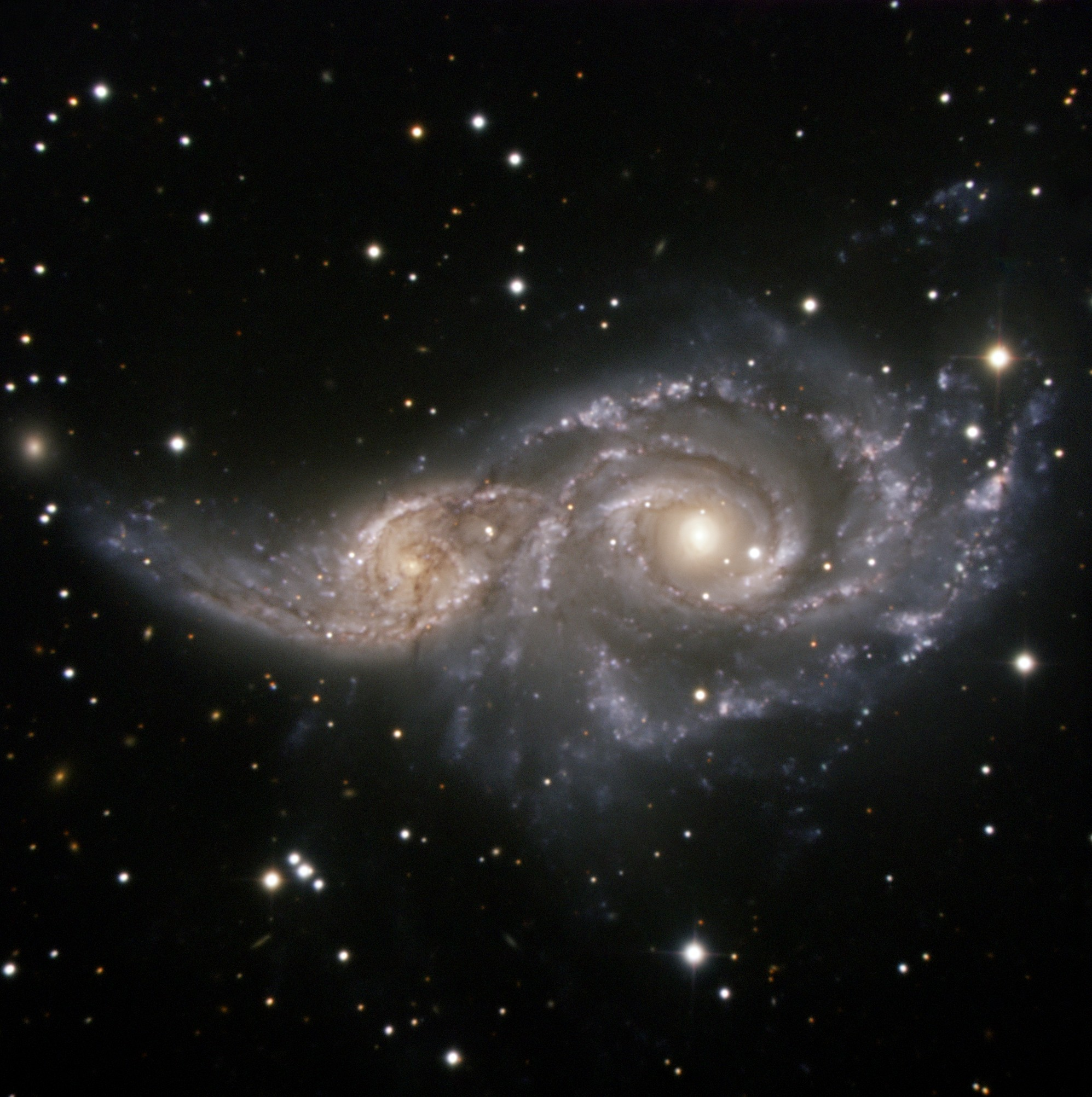
Una imagen del ESO  de NGC 2207 e IC 2163.

En noviembre de 1999, el Telescopio Espacial Hubble tomó un vistazo a estas galaxias.
En abril de 2006, el Telescopio Espacial Spitzer también echó un vistazo a estas galaxias.
- Datos: Q1653305
- Multimedia: IC 2163 / Q1653305